# Мантоварка

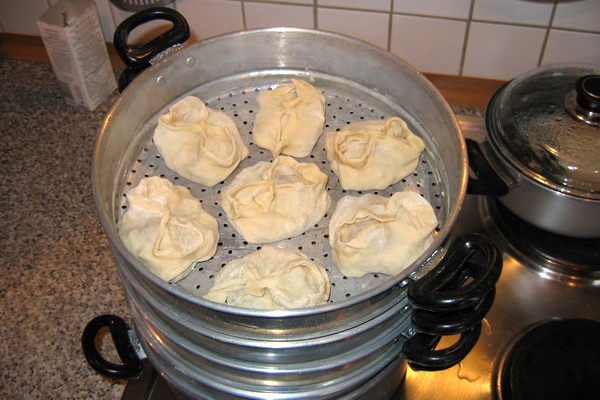
Багатоярусна мантоварка

Мантоварка (також, мантишниця, мантниця, каскан) - це спеціалізована пароварка, призначена для приготування азійських страв манти і орама. Також підходить для приготування дієтичних страв на парі.
Мантоварка — це багатоярусна каструля, в нижню секцію якої наливають воду, що нагрівається потім до кипіння, а у верхні, які не стикаються з водою і мають гратчасті днища - піддони з отворами, складають манти (або інші продукти). Через отвори в днищах верхніх секцій відбувається доступ пари від киплячої води до оброблюваних продуктів всіх ярусів, чим і забезпечується приготування їжі.

## Примітки

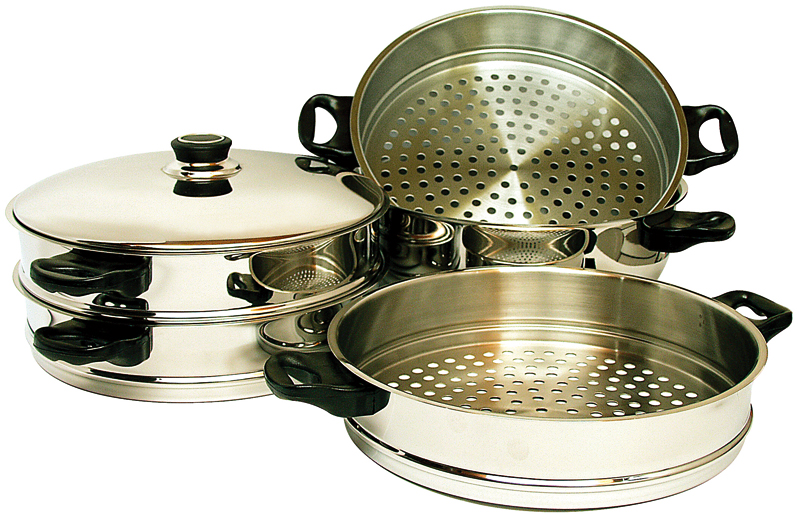
мантоварка із нержавіючої сталі